# Simona Pop
Simona Pop (Satu Mare, 25 de dezembro de 1988) é uma esgrimista romena, campeã olímpica.

## Carreira
Simona Pop representou seu país nos Jogos Olímpicos de Verão de 2016, na espada. Conquistou a medalha de ouro no espada por equipes, ao lado de Simona Gherman, Loredana Dinu e Ana Maria Popescu.